# Amikam Norkin
Aluf Amikam Norkin (en hébreu : עמיקם נורקין ; né le 20 décembre 1966) est un général israélien et actuel commandant de l'armée de l'air israélienne. Avant sa nomination pour succéder à Amir Eshel en tant que commandant de l'armée de l'air israélienne, Norkin a été chef de la direction de la planification de Tsahal.

## Biographie
En août 2014, il a été nommé chef d'état-major de l'IAF[pas clair] jusqu'en juin 2015, date à laquelle il a été promu au grade de général de division et a été nommé chef de la direction de la planification de Tsahal.
Le 10 août 2017, Norkin a été nommé commandant de l'armée de l'air israélienne, en remplacement du général de division Amir Eshel.